# Polaqua
POLAQUA Sp. z o.o. – przedsiębiorstwo budowlane z siedzibą w powiecie piaseczyńskim, w miejscowości Wólka Kozodawska, świadczące usługi z zakresu budownictwa infrastrukturalnego, ogólnego, energetycznego, a także ekologicznego i hydrotechnicznego. POLAQUA należy do spółki prawa hiszpańskiego DRAGADOS S.A. z siedzibą w Madrycie, która wchodzi w skład grupy ACS Actividades de Construcción y Servicios Sociedad Anónima (ACS S.A.).

## Historia
Przedsiębiorstwo Robót Inżynieryjnych „POL-AQUA” Spółka z ograniczoną odpowiedzialnością rozpoczęło działalność gospodarczą w lipcu 1990 r., świadcząc usługi z zakresu budowy obiektów inżynieryjnych i rozbudowy infrastruktury technicznej. W październiku 1997 r. Spółka zmieniła formę prawną na spółkę akcyjną. W latach 2004–2007 sukcesywnie rozszerzano zakres działalności Spółki o specjalizacje z zakresu budownictwa energetycznego, ogólnego i drogowo-mostowego. Dnia 30 lipca 2007 miał miejsce debiut spółki na Giełdzie Papierów Wartościowych. 26 października 2009 roku spółka prawa hiszpańskiego DRAGADOS S.A. z siedzibą w Madrycie nabyła 66% akcji spółki P.R.I. POL-AQUA S.A., a 23 października 2013 r. – w wyniku procesu przymusowego wykupu akcji – stała się jej 100% właścicielem. Wkrótce podjęto decyzję o wycofaniu akcji POL-AQUA z obrotu na rynku regulowanym prowadzonym przez Giełdę Papierów Wartościowych, a 28 października 2014 Przedsiębiorstwo Robót Inżynieryjnych „POL-AQUA” Spółka Akcyjna zostało przekształcone w spółkę POLAQUA Spółka z ograniczoną odpowiedzialnością.

## Obszary działalności

### Budownictwo infrastrukturalne drogowe
- autostrady, drogi ekspresowe, obwodowe, miejskie etc.
- drogowe tunele komunikacyjne
- mosty, estakady, wiadukty
- przejścia podziemne i naziemne dla pieszych

### Budownictwo ekologiczne i hydrotechniczne
- oczyszczalnie i przepompownie ścieków
- stacje uzdatniania wody
- magistrale wodociągowe
- sieci kanalizacji sanitarnej i deszczowej
- sieci ciepłownicze
- sieci elektroenergetyczne
- sieci telekomunikacyjne
- mikrotunele i przewierty sterowane

### Budownictwo ogólne
- obiekty użyteczności publicznej
- obiekty handlowe
- obiekty biurowe
- obiekty sportowe
- obiekty mieszkalne
- obiekty przemysłowe

### Budownictwo energetyczne
- gazociągi przesyłowe
- rurociągi przesyłowe
- elektrownie i elektrociepłownie
- stacje redukcyjne i redukcyjno-pomiarowe
- zbiorniki magazynowe paliw
- tłocznie gazu
- biogazownie

## Ważniejsze realizacje

### Projekty z zakresu infrastruktury drogowej
- Budowa Trasy Mostu Marii Skłodowskiej-Curie (Północnego) w Warszawie[3]
- Budowa drogi obwodowej miasta Przemyśl[4]
- Budowa drogi obwodowej Ostrowi Mazowieckiej[5]
- Budowa drogi obwodowej miasta Szczuczyn[6]
- Budowa wielopoziomowego węzła komunikacyjnego w Szczecinie wraz z towarzyszącą mu infrastrukturą
- Budowa drugiej jezdni Al. Wilanowskiej na odcinku ul. Sobieskiego – Dolina Służewiecka w Warszawie (lider konsorcjum)
- Budowa Trasy Kaszubskiej, pomiędzy Gdynia Wielki Kack a Szemud[7].

### Projekty z zakresu infrastruktury kolejowej
- Zaprojektowanie i wykonanie robót budowlanych linii kolejowej nr 1 na odcinku Koluszki – Częstochowa (lider konsorcjum)[8]
- Modernizacja linii kolejowej E 20/CE 20 na odcinku Siedlce – Terespol, etap II (lider konsorcjum)[9]
- Modernizacja linii kolejowej nr 311 na odcinku Jelenia Góra – Szklarska Poręba Górna (lider konsorcjum)[10]
- Rewitalizacja linii kolejowej nr 131 Chorzów Batory – Tczew, odcinek Bydgoszcz Główna – Zduńska Wola – Chorzów Batory (lider konsorcjum)

### Projekty z zakresu budownictwa ekologicznego i hydrotechnicznego
- Przebudowa i remont obiektów stopnia wodnego we Włocławku: zapory czołowej, systemu kontrolno-pomiarowego (ASTKZ), jazu, śluzy z awanportami oraz przepławki dla ryb[11]
- Modernizacja Centralnej Oczyszczalni Ścieków w Gliwicach[12]
- Budowa kolektora „W” w Warszawie
- Przebudowa i rozbudowa oczyszczalni ścieków w Maszewie[13]
- Rozdział kanalizacji ogólnospławnej na sanitarną i deszczową w centrum Płocka
- Budowa drenażu odwadniającego metodą bezwykopową dla elektrociepłowni w Gdyni
- Wykonanie mikrotunelu DN1000 w Pruszkowie

### Przykładowe projekty z zakresu budownictwa ogólnego
- Budowa nowej siedziby Komendy Powiatowej Policji w Sochaczewie
- Budowa krytej strzelnicy garnizonowej typu B w Powidzu
- Budowa Zespołu Zabudowy Mieszkalno-Usługowej „New Hill Park” w Warszawie
- Pływalnia Wielozadaniowa Uniwersytetu Warmińsko-Mazurskiego w Olsztynie[14]
- Remont i modernizacja Politechniki Świętokrzyskiej w Kielcach[15]
- Przebudowa i rozbudowa infrastruktury kulturalnej Centralnego Muzeum Morskiego w Gdańsku (lider konsorcjum)
- Adaptacja Młynów Toruńskich na Centrum Nowoczesności, Toruński Inkubator Technologiczny oraz Międzynarodowe Centrum Spotkań Młodzieży[16]
- Budowa budynków biurowych B1 i B3 należących do kompleksu „Wilanów Office Park” w Warszawie

### Przykładowe projekty z zakresu budownictwa energetycznego
- Budowa gazociągu Świnoujście – Szczecin[17]
- Budowa III nitki rurociągu „Przyjaźń” (lider konsorcjum)[18]
- Budowa Tłoczni Gazu Ziemnego w Ciechanowie
- Modernizacja układu paliwowego Zakładu Elektrociepłowni w Płocku
- Modernizacja lotniskowego składu MPS w Gdyni

## Grupa kapitałowa
W skład grupy kapitałowej POLAQUA wchodzą następujące spółki:
- Mostostal Pomorze S.A. – spółka wykonująca wielkogabarytowe konstrukcje stalowe i aluminiowe głównie dla przemysłu offshore, ale również dla przemysłu stoczniowego, petrochemiczno-rafineryjnego, budowlanego i infrastrukturalnego;
- TECO Sp. z o.o. – spółka specjalizująca się w diagnostyce i bezwykopowych naprawach rurociągów grawitacyjnych i ciśnieniowych sanitarnych, deszczowych, ogólnospławnych, przemysłowych i wodociągów.
- PA Wyroby Betonowe Sp. z o.o. – spółka specjalizująca się w produkcji betonu towarowego, płyt stropowych filigranowych, elementów klatek schodowych, ścian prefabrykowanych, przepustów skrzynkowych, żelbetowych pali prefabrykowanych, słupów i belek prefabrykowanych oraz wyrobów zbrojarskich.